# Москвич-Г1-405
Москвич-Г1-405 — советский одноместный гоночный автомобиль, спроектированный в экспериментальном цехе Московского завода малолитражных автомобилей (сокр. МЗМА) под руководством И. А. Гладилина и выпущенный в 1955 году там же в единственном экземпляре. Гоночный болид установил ряд всесоюзных рекордов, в частности развил скорость 203 км/ч.

## Особенности конструкции
Г1-405 был оснащён форсированным двигателем «Москвич-405», размещенным позади водителя. Стандартный карбюратор был заменен блоком из 4 мотоциклетных карбюраторов. Вместо глушителя — четыре прямоточные выхлопные трубы. Степень сжатия увеличена до 7,8. Силовой агрегат был соединен с ведущим мостом с помощью карданного вала. В результате этого конструкторского решения водительское место было смещено вперёд, как следствие это привело к увеличению колёсной базы. Тормозная система и зависимая подвеска была позаимствована от Москвича-401. Впервые в истории советского автопрома была применена схема раздельного привода тормозов. Рулевое колесо было съёмным. Алюминиевый кузов болида обладал очень малой лобовой площадью — всего 0,65 м².